# Frottola
Frottola (số nhiều frottole) là một hình thức ca khúc thế tục ở Ý vào cuối thế kỷ 15, đầu thế kỷ 16, đây là tiền thân của madrigal; thời kỳ thịnh vượng của frottola là vào khoảng 1470-1530, sau thời gian này dần được thay thế bằng madrigal.

## Các nhà soạn nhạc nổi bật
- Bartolomeo Tromboncino
- Marchetto Cara
- Filippo de Lurano
- Michele Pesenti
- Michele Vicentino
- Giovanni Brocco
- Antonio Caprioli
- Francesco d'Ana
- Lodovico Fogliano
- Giacomo Fogliano
- Erasmus Lapicida